# 화타

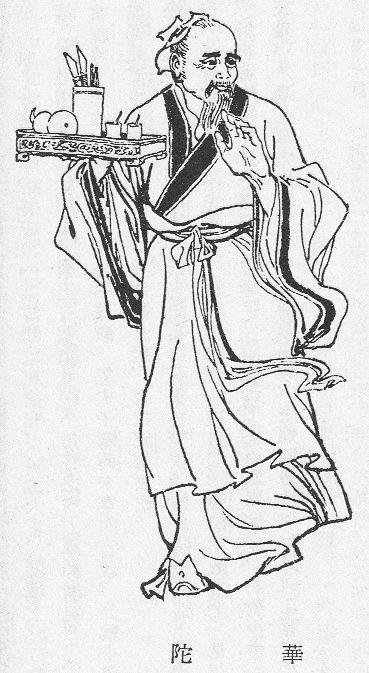
화타

화타(華佗, 145년 ~ 208년)는 중국 후한 말의 의사로, 화타(華佗/華陀)는 ‘선생’이라는 뜻의 존칭을 붙여 부르던 것이 이름으로 알려진 것이며, 이름을 부(旉)라고도 하며, 자는 원화(元化)이며 예주 패국 초현(譙縣) 사람이다. 동시대의 동봉(董奉)과 "상한론(傷寒論)"의 저자인 장기(자가 중경(仲景)로 흔히 "장중경"으로 알려져 있음)과 더불어 건안삼신의(建安三神醫)라고 불린다. 워낙 유명한 명의다 보니 실제 역사와 관계없는 설화에서도 등장이 잦다. 판본에 따라선 《토끼전》에 나와 토끼를 놓친 자라에게 만병통치약을 주며 구원하는 역할로 나오는 것이 그 일례다.

## 생애
패상(沛相) 진규(陳珪)가 효렴(孝廉)으로 천거했고, 또 태위(太尉) 황완(黃琬)이 벽소(辟召) 했지만 모두 응하지 않고 재야에 머물렀다.
화타는 본디 선비였으므로, 자신이 의사로 여겨지는 것을 부끄러워했다. 후에 조조(曹操)가 중병에 걸리자 화타를 불러 치료하게 했다. 화타는 진단하고 치료하는 데 오랜 기간이 필요하다고 하고서는, 관직에 오르는 것을 싫어하여 잠시 집에 돌아간다고 하고서는 아내의 병을 칭탈하여 여러 차례 미루며 조조에게 가지 않았다. 조조는 화타가 계속 미루자 분노하였고, 화타의 아내가 정말 병에 들었는지를 살펴보고 참이거든 휴가를 더 주되 거짓으로 판명되거든 압송하라고 하였다. 결국 화타는 압송되었다. 화타는 죄를 시인했고, 순욱(荀彧)이 조조에게 화타를 살려줄 것을 청했으나 조조는 화타를 “쥐새끼 같은 자”로 언급하며, 듣지 않고 화타를 고문하고 죽였다. 나중에 아들 조충(曹沖)이 병들어 죽게 되자, 조조는 화타를 죽인 것을 후회하였다. 죽게 된 화타는 옥졸에게 사람을 살릴 수 있다고 말하며 책을 주려 하였으나, 옥졸이 불법행위를 하는 것을 두려워하여 거절하니 화타도 강요하지 않고 불에 태워버렸다.

## 의술
여러 가지 전설이 전해지고 있다. 진수(陳壽)의 《삼국지》 화타전(권29 방기전의 일부)과 배송지가 여기에 주석으로 인용한 부분이 남은 《타별전》에서는 화타가 베푼 의료행위의 예를 많이 들고 있다. 그는 약품 처방에도 정통했다. 질병을 치료하기 위해 약을 끓일 경우에는 불과 몇 종류의 약재를 합쳐 끓였으며, 마음속으로 약품의 분량을 가늠하고 다시 저울로 재지 않았다. 끓여서 익으면 환자에게 먹이고 약을 복용할 때의 주의 사항에 대해 얘기해 주었다. 이와 같이 하여 약을 먹으면 병이 완쾌되었다. 불과 한두 곳만을 선택하여 각 곳마다 만일 뜸질을 해야 될 경우라면, 뜸질을 7, 8회만 하여도 병세가 사라졌다.
화타는 오보(吳普), 번아(樊阿), 이당지(李當之) 등을 제자로 두었다. 오보에게는 오금희(五禽戲)라는 체조를 가르쳤으며, 번아가 사람에게 유익한 약을 구하자 옻나무 잎과 청점(靑黏)을 이용한 칠엽청점산(漆葉靑黏散)을 전수하였다.

## 화타의 의술에 관한 저술
『화씨중장경(華氏中藏經)』으로도 불리는 『중장경』(1권)과 『화타신의비전(華佗神醫秘傳)』(22권) 등이 전해진다. 『중장경』은 『송사(宋史)』 「예문지(藝文志)」에 처음으로 언급된 것으로 볼 때 적어도 송(宋, 960~1276)대에 화타의 이름을 가탁하여 저술된 것으로 보인다. 『화타신의비전』은 7세기 당(唐) 나라 때에 약왕(藥王)으로 불린 손사막(孫思邈)이 편찬했다고 전해진다. 『수서(隋書)』 「경적지(經籍志)」에는 중국의 위진(魏晉) 시대에 화타의 의술을 담은 『화타방(華佗方)』(10권), 『화타내사(華佗內事)』(5권), 『관형찰색병삼부맥경(觀形察色幷三部脈經)』(1권), 『침중구자경(枕中灸刺經)』(1권) 등의 책들이 있었다고 기록되어 있으나, 오늘날에는 전하지 않는다.

## 《삼국지연의》 속 화타
손권(孫權)의 애원으로 온몸이 만신창이가 되어 생명이 위독한 주태(周泰)를 하루종일 수술해서 완치시켰고, 독화살이 박힌 관우(關羽)의 어깨도 이를 째고 검게 변색된 뼈의 일부분을 긁어내는 시술로 중독을 제거하는 데 성공했다. 마비산(痲沸散)이라 불리는 마취제를 사용하여 외과수술도 행하였다고 한다. 잦은 편두통을 호소하던 조조에게도 마비산을 이용한 뇌수술을 권하다가 조조를 살해하려고 했다는 의심을 받아 사형을 당했다. 저서로 《청낭서》(靑囊書)가 있다고 하나 옥에 갇힌 상태였기에 자신에게 잘 대해준 옥졸(간수)에게 이를 맡겼으나 그 옥졸의 아내가 남편이 화타처럼 죽는 것을 원치 않아 책을 불에 태워버렸기 때문에 전해지지 않았다.
《삼국지연의》에는 화타가 주태(周泰)와 관우(關羽) 등을 치료해준 이야기가 전해진다. 특히 독화살을 맞은 관우를 치료할 때, 관우가 마취도 하지 않은 상태에서 태연히 마량(馬良)과 바둑을 두면서 수술을 받았다는 이야기는 널리 알려져 있다.
화타에게는 번아(樊阿)라는 제자도 있었는데, 그에게는 옻나무 등을 이용한 칠엽청점산(漆葉靑黏散)의 제조법을 가르쳐 주었다. 번아는 그것을 오래 복용해 100살이 넘도록 장수했으며, 침술에도 뛰어났다고 전해진다.

## 전기 자료
- 『삼국지』 권29, 「위서」29, [방기전], 화타
- 『후한서』 권82, 「열전」72, 화타

## 같이 보기
- 장중경
- 황보밀
- 삼국지 인물 목록